# Terminmarkt
Der Terminmarkt (englisch forward market, futures market) ist im Finanzwesen ein Teilmarkt, auf dem Termingeschäfte gehandelt werden. Pendant ist der Spot- oder Kassamarkt.

## Allgemeines
Der Terminmarkt ist ein Teilmarkt des Finanzmarktes. Am ökonomischen Ort des Terminmarkts treffen Angebot und Nachfrage nach Termingeschäften zusammen. Während auf dem Kassamarkt Direktgeschäfte getätigt werden, die spätestens zwei Handelstage nach Geschäftsabschluss durch zeitgleiche Zahlung und Lieferung zu erfüllen sind, werden auf dem Terminmarkt Geschäfte abgeschlossen, die zwischen einem Monat und maximal zwei Jahren nach Geschäftsabschluss beidseitig zu erfüllen sind. Artikel 38 Abs. 2 der Verordnung (EG) Nr. 1287/2006 vom 10. August 2006 zur Durchführung der Richtlinie 2004/39/EG betreffend die Aufzeichnungspflichten für Wertpapierfirmen, die Meldung von Geschäften, die Markttransparenz, die Zulassung von Finanzinstrumenten zum Handel und bestimmte Begriffe im Sinne dieser Richtlinie spricht von einem Termingeschäft, wenn unabhängig von seinen ausdrücklichen Bedingungen eine Absprache zwischen den Vertragsparteien besteht, der zufolge die Lieferung des Basiswerts über zwei Handelstage hinaus verschoben wird. Entscheidend für die Zuordnung zum Terminmarkt ist somit die gegenseitige Erfüllung des Geschäfts mit einer über zwei Handelstage hinaus verschobenen Frist.
Das seit November 2007 geltende Wertpapierrecht hat Derivate auch um bloße „finanzielle Differenzgeschäfte“ (§ 2 Abs. 3 Nr. 3 WpHG) erweitert, so dass auch taggleiche Geschäfte (Daytrading) erfasst werden. Deshalb greifen nunmehr auch die Schutzwirkungen für Finanztermingeschäfte aus § 99 WpHG, und es gelten die gleichen Schadensregelungen wie bei anderen Finanztermingeschäften.
Der Preis für das Handelsobjekt heißt allgemein Terminkurs, wird bereits im Zeitpunkt des Vertragsabschlusses festgelegt und gilt unabhängig von der während der Laufzeit des Termingeschäfts eintretenden Kursentwicklung.
Der Kassamarkt ist zudem auf physische Erfüllung, also tatsächliche Lieferung des Handelsobjekts (etwa Aktien oder Kaffee) ausgerichtet, während der Terminmarkt nicht zwingend eine physische Erfüllung vorsieht. Je nach Handelsobjekt gibt es die Teilmärkte für Devisen (Devisentermingeschäfte auf dem Devisenterminmarkt), Edelmetalle, Termingelder (Termingeldhandel), Derivate (Optionsgeschäfte und Futures) oder Commodities (Warentermingeschäfte an der Warenterminbörse, Energiehandel an der Energiebörse).

## Arten
Unterschieden werden zwei Terminmärkte im Hinblick auf ihren Organisationsgrad:
- Terminbörsen sind ein an Börsen institutionalisierter Terminhandel. Hier werden standardisierte Terminkontrakte gehandelt.
- Außerbörslicher Handel: Hier werden nicht standardisierte Termingeschäfte wie Futures gehandelt, der Handel findet meist zwischen Kreditinstituten (Interbankenhandel) und zwischen Kreditinstituten und Großunternehmen statt.

Terminbörsen unterliegen der Börsenaufsicht, welche die Einhaltung des Börsengesetzes und der Börsenordnung überwacht.

## Marktstruktur
Der Terminmarkt weist folgende Marktstruktur auf:
```
                                       Terminmarkt
                            ┌───────────────┴───────────────┐
              
unbedingte Termingeschäfte
  
bedingte Termingeschäfte
```

```
               Käufer und Verkäufer                  Käufer hat Wahlrecht,
               übernehmen Verpflichtung              Verkäufer übernimmt Verpflichtung
               
Swaps
                                 
Caps

               
Forward Rate Agreements
               
Floors

               
Zins-Futures
                          
Zinsoptionen
```

Zuweilen wird zwischen dem vollständigen und unvollständigen Terminmarkt unterschieden, wobei der Terminmarkt als vollständiger Markt im Sinne von Kenneth J. Arrow und Gerard Debreu angenommen wird. Während auf dem vollständigen Terminmarkt Sicherheit der Marktdaten (Entscheidung unter Sicherheit) und Risikoaversion vorliegt, ist der unvollständige Terminmarkt von Unsicherheiten (Entscheidung unter Unsicherheit) und Risikoaffinität geprägt.

## Funktionen und Preisbildung
Terminmärkte gehören zu den Zukunftsmärkten, welche die Spot- bzw. Kassamärkte ergänzen. Terminmärkte bestehen, weil wirtschaftliche Unsicherheiten unvermeidbar sind, künftige wirtschaftliche Entwicklungen nicht vollkommen vorhersehbar sind und Marktteilnehmer auch bei gleichem öffentlich zugänglichen Informationen unterschiedliche Erwartungen entwickeln. Auf dem Terminmarkt wirken sich Erwartungen der Marktteilnehmer über Datenveränderungen intensiver aus als auf dem Kassamarkt, weil der Zeitraum bis zur Erfüllung der Geschäfte größer ist und damit eine höhere Wahrscheinlichkeit von Datenänderungen einhergeht.
Die Kurse an den Terminmärkten bilden sich durch Angebot und Nachfrage. Dies geschieht jedoch nicht losgelöst von der Preisbildung an den Kassamärkten. Für Handelsobjekte, die reine Finanzprodukte sind, kann theoretisch der faire Terminpreis aus dem Kassakurs hergeleitet werden. Für lagerfähige Handelsobjekte mit Gebrauchswert kann zumindest eine obere Grenze für den Terminkurs hergeleitet werden.
Die Herleitung des fairen Terminpreises beruht auf dem Vergleich zwischen zwei gleichwertigen Strategien:
1. Man kauft das Handelsobjekt heute zum Kassakurs und lagert es bis zur Fälligkeit, wobei man den Kaufpreis durch Kreditaufnahme finanziert.
2. Man vereinbart heute einen Terminkauf.

Die erste Strategie bildet den Terminkauf durch Kassageschäfte nach (Replikation).
Keine der beiden Strategien darf gegenüber der anderen finanziell vorteilhaft sein. Wäre dies nämlich der Fall, könnte man durch gleichzeitigen Abschluss eines Termingeschäfts und Replikation der entgegengesetzten Position mit Kassageschäften einen Gewinn erzielen, ohne ein dabei einem Marktpreisrisiko ausgesetzt zu sein. Man sagt auch, dass der Terminpreis nicht mehr arbitragefrei wäre.
Im Folgenden wird für verschiedene Konstellationen die Ableitung des fairen Terminpreises dargestellt. Dabei werden die folgenden Formelzeichen verwendet:
- {\displaystyle {t}} die Zeit,
- {\displaystyle {t0}} den heutigen Zeitpunkt,
- {\displaystyle {T}} den Ausübungszeitpunkt (Fälligkeit des Termingeschäfts),
- {\displaystyle {S_{t}}} den Kurs des Basiswertes zu Zeitpunkt t, insbesondere
- {\displaystyle {S_{0}}} den Kurs des Basiswertes jetzt (Kassakurs),
- {\displaystyle {S_{T}}} den Kurs des Basiswertes bei Fälligkeit,
- {\displaystyle {F}} den fairen Terminpreis,
- {\displaystyle {K}} den im Vertrag vereinbarten Ausübungspreis,
- {\displaystyle {z_{t}}} den Zinssatz für die Laufzeit bis zum Zeitpunkt t.

In den Formeln wird von einer exponentiellen Verzinsung ausgegangen (siehe Zinsrechnung). Bei linearer oder stetiger Verzinsung haben die Auf- und Abzinsfaktoren eine andere Form.

### Termingeschäft auf Finanzwerte ohne Erträge
Der einfachste Fall ist ein Termingeschäft auf ein Handelsobjekt, das keine Kapitalerträge auszahlt (z. B. eine dividendenfreie Aktie). Kauft man gemäß Replikationsstrategie den Basiswert heute, muss der Kaufpreis über einen Kredit finanziert werden.
Wird beispielsweise eine Aktie auf Termin 1 Jahr gekauft und der aktuelle Kurs der Aktie sei 40 EUR, der Kreditzins für 1 Jahr betrage 2 %. Für die Durchführung der Replikationsstrategie müsste der Kaufpreis für 1 Jahr finanziert werden. Die Zinslast hierfür sind 0,80 EUR (2 % auf 40 EUR für 1 Jahr). Nach dem Jahr müssen insgesamt 40,80 EUR Zins- und Tilgung geleistet werden. Diese Summe aus Kassakurs und Haltekosten ist der faire Terminpreis.
Es ist erkennbar, dass dieser Preis arbitragefrei ist: Führt man das beschriebene Replikationsgeschäft durch und tätigt als Gegengeschäft einen Terminverkauf der Aktie, fallen über das Jahr weder Gewinne oder Verluste an:
- Der Terminverkäufer liefert die jetzt gekaufte Aktie bei Fälligkeit an den Terminkäufer.
- Dafür erhält er den Terminpreis von 40,80 EUR.
- Mit diesem Erlös kann er genau den Kredit zurückführen und die Zinsen begleichen.

Als Formel ausgedrückt ist der faire Terminpreis der über die Laufzeit des Termingeschäfts aufgezinste Kassakurs:
{\displaystyle F=S_{t0}{(1+z_{T})^{T-t0}}}
Im Falle positiver Zinsen liegt bei Finanzwerten ohne Ertrag der faire Terminpreis stets über den Kassapreis.

### Termingeschäfte auf Finanzwerte mit stetigem Ertrag
Finanzwerte mit stetigem Kapitalertrag sind z. B. Festzinsanleihen und Devisen.
Die Erträge aus dem Handelsobjekt reduzieren die Haltekosten und verringern den Terminkurs. Entsprechend muss das Beispiel aus dem vorangegangenen Abschnitt modifiziert werden:
100 US-Dollar werden auf Termin 1 Jahr gekauft. Der aktuelle Wechselkurs sei 0,8000 Euro pro US-Dollar, ausgedrückt als Preisnotierung (siehe Wechselkurs; üblich ist für US-Dollar die Mengennotierung, die Preisnotierung wurde hier aus Gründen der Nachvollziehbarkeit gewählt). Der Euro-Zins für 1 Jahr sei wiederum 2 %.
Da US-Dollar verzinslich auf einem Fremdwährungskonto angelegt werden können, muss für die Durchführung der Replikationsstrategie eine Menge US-Dollar gekauft werden, die einschließlich Zinsen in einem Jahr die Summe von 100 US-Dollar ergibt. Der Zinssatz für US-Dollar betrage 1,4 %. Kauft man heute 98,62 USD und legt diese für 1 Jahr zu 1,4 % an, erhält man in einem Jahr 1,38 US-Dollar Habenzinsen und verfügt so über die benötigten 100 US-Dollar (Rundungsdifferenzen wurden vernachlässigt).
Für den Kauf der 98,62 US-Dollar sind bei dem genannten Wechselkurs 78,90 EUR aufzuwenden. Die Finanzierungskosten für 1 Jahr betragen 1,58 EUR (2 % auf 78,90 EUR für 1 Jahr). Um in einem Jahr über 100 US-Dollar zu verfügen, müssen also in einem Jahr 80,48 EUR (78,90 EUR + 1,58 EUR) bezahlt werden. Entsprechend ist der faire Terminkurs 0,8048 Euro pro US-Dollar.
Die Tatsache, dass der Basiswert Erträge abwirft, verringert bei Devisen die Haltekosten, da im Replikationsgeschäft ein geringerer Betrag finanziert werden muss.
Dieser Zusammenhang kann rechnerisch mit der Formel:
{\displaystyle F=S_{t0}{\frac {(1+z_{T})^{T-t0}}{(1+r_{T})^{T-t0}}}}
ausgedrückt werden, wobei {\displaystyle {r_{t}}} den Zinssatz für die Fremdwährung und {\displaystyle {S_{t0}}} den Kassakurs für die Fremdwährung bezeichnet.

### Termingeschäft auf Aktien mit Dividendenzahlung
Der faire Terminpreis für Aktien, die während der Laufzeit des Termingeschäfts eine Dividende erbringen, lässt sich analog zum fairen Terminpreis eines Finanzinstrumentes mit stetigem Ertrag ermitteln. Die Dividende ist ein Ertrag, der die Kosten für das Halten des Basiswertes verringert. Der faire Terminpreis ist
{\displaystyle F=(S_{t0}-I){(1+z_{T})^{T-t0}}},
wobei {\displaystyle I} der Barwert der Dividendenzahlung ist.

### Termingeschäfte auf reale Güter
Von den bisher aufgeführten Beispielen können sich Termingeschäfte auf Commodities dadurch unterscheiden, das es bei diesen von Vorteil sein kann, hierüber tatsächlich zu verfügen. Ob und wieweit dies der Fall ist, hängt von der Art des Gutes ab. Gold und Silber haben zwar gewisse industrielle Anwendungen, werden aber hauptsächlich von Anlegern wie Finanzprodukte gehalten (Anlagemünzen). Der faire Terminpreis errechnet sich analog dem für Aktien mit Dividendenzahlung. Dabei werden die Lagerkosten wie eine negative Dividende behandelt:
{\displaystyle F=(S_{t0}+U){(1+z_{T})^{T-t0}}}.
Hierin ist {\displaystyle U} der Barwert der Lagerkosten. Alternativ können die Lagerkosten als relative jährliche Lagerkosten ausgedrückt werden. Dann ist die Formel für Finanzinstrumente mit stetigem Ertrag anwendbar, wobei in der Formel die Lagerkosten als negative Erträge angesetzt werden.
Bei Gütern wie Erdöl, Bauholz oder Agrarprodukten kann der Gebrauchswert nicht vernachlässigt werden. Deshalb sind die bisher gebrauchten Arbitrageargumente nur beschränkt gültig; im Ergebnis liefert die bisherige Herleitung des fairen Terminpreises eine Obergrenze.
Ist der am Markt gehandelte Terminpreis {\displaystyle M} größer als {\displaystyle F}
{\displaystyle M>F=(S_{t0}+U){(1+z_{T})^{T-t0}}},
gilt auch hier, dass der Arbitrageur sich den Geldbetrag {\displaystyle S_{t0}+U} leihen, dafür das Gut kaufen und lagern kann. Verkauft er gleichzeitig das Gut am Terminmarkt zum Terminkurs {\displaystyle M}, macht er bei Fälligkeit des Termingeschäftes einen sicheren Gewinn. Die Ausführung dieser Arbitragestrategie erhöht die Nachfrage nach dem Gut auf dem Kassamarkt und das Angebot auf dem Terminmarkt, wodurch der Kassakurs {\displaystyle S_{t0}} (und damit {\displaystyle F}) so lange steigt und der Terminkurs {\displaystyle M} so lange sinkt, bis wieder {\displaystyle M=F} gilt.
Andererseits ist es durchaus möglich, dass der am Terminmarkt gehandelte Terminkurs {\displaystyle M} kleiner als {\displaystyle F} wird. Um diese Kursdifferenz zu nutzen, müsste der Arbitrageur sich das Gut leihen (analog zur Wertpapierleihe) und leer verkaufen. Marktteilnehmer, die über Lagerbestände in dem Gut verfügen, halten diese jedoch, um sie zu verbrauchen, weshalb ein Leerverkauf im Allgemeinen nicht möglich und die Arbitragestrategie nicht umsetzbar ist. Im Ergebnis existiert für den Terminkurs eines Gutes mit Gebrauchswert die Obergrenze
{\displaystyle F\leq (S_{t0}+U){(1+z_{T})^{T-t0}}}.

#### Verfügbarkeitsprämie
Die Differenz in der vorgenannten Ungleichung kann durch die so genannte Verfügbarkeitsprämie (englisch conveniance yield) ausgedrückt werden:
{\displaystyle F{(1+y)^{T-t0}}=(S_{t0}+U){(1+z_{T})^{T-t0}}}.
Die wie ein Zinssatz ausgedrückte Verfügbarkeitsprämie {\displaystyle y} ist zunächst ein Maß für die Differenz der beiden Seiten der Ungleichung. Sie kann als Maß interpretiert werden, wie stark der Terminmarkt das tatsächliche Halten des Gutes gegenüber einer Partizipation am Terminmarkt präferiert. Damit kann sie auch als Markterwartung über zukünftige Lieferengpässe angesehen werden.

### Zusammenfassung
Allgemein gilt als Ergebnis, dass der faire Terminpreis der Kassakurs ist, vermehrt um die Kosten für das Halten des Basiswertes (Refinanzierungskosten, etwaige Lagerkosten), verringert um Erträge, die der Basiswert abwirft (z. B. Zinserträge). Dieser Saldo wird auch als englisch cost of carry bezeichnet.
Drückt man die Auf- und Abzinsungsfaktoren mit Hilfe der stetigen Verzinsung aus, kann der faire Terminpreis für alle finanziellen Basiswerte einheitlich angegeben werden:
{\displaystyle {F=S_{t0}-e^{(z_{T}-r_{T})(T-t0)}}}.
Der Formel lassen sich die folgenden Zusammenhänge entnehmen:
- Der faire Terminpreis steigt mit Ansteigen des Kassakurses des Basiswertes.
- Der faire Terminpreis liegt über dem Kassakurs, wenn die Haltekosten über den Halteerträgen liegt (also wenn {\displaystyle (z_{T}-r_{T})>0}), sonst darunter.
- Der Terminpreis steigt, wenn die Differenz {\displaystyle (z_{T}-r_{T})} größer wird.
- Bei längerer Terminlaufzeit {\displaystyle (T-t0)}
  - steigt der faire Terminpreis, wenn die Differenz {\displaystyle (z_{T}-r_{T})} positiv ist und
  - sinkt der faire Terminpreis, wenn die Differenz {\displaystyle (z_{T}-r_{T})} negativ ist.

## Wirtschaftliche Aspekte
Marktteilnehmer
Auf dem Devisenmarkt treten drei Arten von Marktteilnehmern mit unterschiedlicher Risikopräferenz auf: Hedger, Arbitrageure und Spekulanten. Hedger wollen sich auf dem Terminmarkt gegen ein Kursrisiko (etwa Wechselkursrisiko) absichern, das durch die Volatilitäten des Kassamarkts signalisiert wird. Arbitrageure wollen risikolose Gewinne aus dem Unterschied zwischen Zinsdifferenz und Swapsatz ausnutzen, Spekulanten dagegen wollen Gewinnchancen realisieren, indem sie auf erwartete Kursgewinne setzen. Der Terminkurs wird durch das Zusammenspiel von Hedgern, Arbitrageuren und Spekulanten bestimmt, wobei kein Angebots- oder Nachfrageüberhang übrigbleibt:
{\displaystyle NNH+NNA+NNS=0}.
Die Nettonachfrage von Hedgern {\displaystyle NNH}, Arbitrageuren {\displaystyle NNA} und Spegulanten {\displaystyle NNS} ergibt {\displaystyle 0}.
Marktstruktur
Am Beispiel des Devisenmarktes mit seinen Teilmärkten Devisenkassamarkt und Devisenterminmarkt soll die Marktstruktur näher erläutert werden. Dass beide Märkte überhaupt voneinander getrennt sind, liegt technisch an den unterschiedlichen Geschäftsarten Devisenkassageschäft und Devisentermingeschäft und an den – im Regelfall – unterschiedlichen Kursen hierfür, dem Devisenkassakurs {\displaystyle KK} und Devisenterminkurs {\displaystyle TK}. Aus der Differenz zwischen beiden wird der Devisenswapsatz {\displaystyle S} errechnet:
{\displaystyle S={\frac {TK-KK}{KK}}}.
Bei {\displaystyle TK<KK} handelt es sich um einen Deport, bei {\displaystyle TK>KK} entsprechend um einen Report. Die Kursunterschiede haben ihre Ursache darin, dass auf dem Terminmarkt mittelfristige Marktentwicklungen und Kurserwartungen eingepreist werden, während der Kassamarkt von sehr kurzfristigen (minütlichen) Kursentwicklungen geprägt ist. Deshalb weist ein Deport auf eine wahrscheinliche Abwertung der Fremdwährung, ein Report auf eine erwartete Aufwertung hin. Auf- und Abwertungswahrscheinlichkeit wiederum haben ihre Ursache in der Unterschiedlichkeit der Zinsniveaus zwischen Inland und Ausland. Ist das Zinsniveau im Ausland höher, so wird die Fremdwährung aufwerten oder die Inlandswährung abwerten müssen, um eine gedeckte Zinsparität (Marktgleichgewicht) herzustellen.
Kointegration
Heftig diskutiert wird die Frage nach einer Kointegrationsbeziehung zwischen Spot- und Terminmarkt, die ein langfristiges Marktgleichgewicht zwischen beiden erfordert, aber kurzfristige Ungleichgewichte zulässt. Wird eine Kointegrationsbeziehung für ein bestimmtes Handelsobjekt angenommen, so ist dies ein Indiz dafür, dass sich der Kassakurs und der Terminkurs langfristig gemeinsam entwickeln und sich in einem langfristigen Gleichgewicht befinden, von dem kurzfristige Abweichungen möglich sind.
Den Preiszusammenhang zwischen Termin- und Kassakursen mittels Kointegrationsanalyse untersuchten unter anderem Autoren erstmals 1991 für Kaffee, Mais, Baumwolle, Gold, Sojabohnen und Rindfleisch (Commodities). Interpretiert man die Preisdifferenzen zwischen Spot- und Terminmarkt vereinfacht als Finanzierungskosten, so lassen sich die kontemporären Preisbeziehungen wie folgt umschreiben:
{\displaystyle F_{t}=P_{t}+i+t_{t}}.
Dabei sind  {\displaystyle F_{t}} der logarithmierte Terminmarktpreis, {\displaystyle P_{t}} der logarithmierte Kassamarktpreis, {\displaystyle i} die Zinsen und {\displaystyle t_{t}} die Restlaufzeit des Kontraktes.
Funktional sind beide Teilmärkte eng miteinander verflochten. Swapgeschäfte beispielsweise sind vom Swapsatz und damit gleichzeitig vom Kassa- und Terminkurs abhängig, woraus sich eine enge Interdependenz der Kursbildung auf diesen beiden Märkten ergibt. Hier kommt ein Marktgleichgewicht zustande, wenn einer Kassa-Nachfrage der Arbitrageure ein entsprechendes Kassa-Angebot des Außenhandels und der Spekulanten gegenübersteht und gleichzeitig auf dem Terminmarkt eine Angebotsdeckung erfolgen kann. Übersteigt der künftig erwartete Kassakurs den für diesen Zeitpunkt geltenden Terminkurs, so werden Spekulanten auf dem Terminmarkt sofort Fremdwährung kaufen, um sie am Erfüllungstag gewinnbringend wieder verkaufen zu können, wodurch der Terminkurs steigt. Auch der Bundesrat gehen davon aus, dass der Spotmarkt den Terminmarkt (im Energiesektor) wesentlich beeinflusst.
Sonstiges
Die Marktliquidität auf dem Terminmarkt ist im Regelfall geringer als auf dem Spotmarkt. Einerseits muss ein Kontrahent auf dem Terminmarkt das Handelsobjekt zum Zeitpunkt des Geschäftsabschlusses nicht besitzen, sondern erst am Erfüllungstag; spätestens an diesem wird er es auf dem Spotmarkt kaufen. Andererseits sind wesentlich mehr Marktteilnehmer an einem physischen Erwerb interessiert, der auf dem Kassamarkt verlangt wird.
Im Vergleich zum Spotmarkt reagiert der Terminmarkt mit wesentlich geringeren Volatilitäten. An den Energiebörsen liegt die Volatilität auf dem Spotmarkt zwischen 50 % und 80 %, auf dem Terminmarkt dagegen lediglich zwischen 10 % und 30 %. Kursbeeinflussende Ereignisse werden sofort vom Spotmarkt verarbeitet, während der Terminmarkt nur mittel- bis langfristige Marktentwicklungen berücksichtigt.
Abgesehen vom internationalen Kapitalverkehr kommt es am Devisenterminmarkt in erster Linie zu spekulativen Transaktionen. Das Netto-Devisenangebot am Terminmarkt aus reiner Spekulation und spekulativer Wechselkurssicherung des internationalen Handels orientiert sich einerseits am Terminkurs und andererseits an den zukünftigen Erwartungen hinsichtlich des Kassakurses. Stimmen Terminkurs und erwarteter Kassakurs am selben Zeitpunkt überein, gibt es keinen Anreiz für spekulative Termingeschäfte. Liegt der Terminkurs unterhalb des erwarteten Kassakurses, gibt es Nachfrage nach Devisentermingeschäften, liegt der Terminkurs oberhalb, gibt es Angebot an Devisentermingeschäften.

## Risiken
Die besondere Gefährlichkeit von Termingeschäften und damit das Finanzrisiko auf dem Terminmarkt besteht nach Meinung des Bundesgerichtshofs (BGH) darin, dass sie – anders als Kassageschäfte, bei denen der Anleger sofort Barvermögen oder einen Kredit einsetzen muss – durch den hinausgeschobenen Erfüllungszeitpunkt zur Spekulation auf eine günstige, aber ungewisse Entwicklung des Marktpreises in der Zukunft verleiten, welche die Auflösung des Terminengagements ohne Einsatz eigenen Vermögens und ohne Aufnahme eines Kredits durch ein gewinnbringendes Glattstellungsgeschäft ermöglichen soll. Typischerweise sind mit Börsentermingeschäften die Risiken der Hebelwirkung und des Totalverlustes des angelegten Kapitals sowie die Gefahr, planwidrig zusätzliche Mittel einsetzen zu müssen, verbunden. Deshalb ist es Wertpapierdienstleistungsunternehmen nach § 26 Abs. 1 BörsG untersagt, Termingeschäfte mit Personen abzuschließen, die mit der Materie nicht vertraut sind. Das BörsG versteht unter Börsenspekulationsgeschäften insbesondere An- und Verkaufsgeschäfte mit hinausgeschobener Lieferzeit, auch wenn sie außerbörslich abgeschlossen werden (§ 26 Abs. 2 BörsG) und Optionen hierauf, wenn sie auf Gewinnerzielung ausgerichtet sind.
Insbesondere auf den Terminmärkten agieren Marktteilnehmer, die aus obigen Gründen an einer effektiven Erfüllung – etwa Lieferung der zu erwerbenden Waren, Wertpapiere oder Devisen – nicht interessiert sind, sondern während der Laufzeit des Terminkontraktes eine Glattstellung zwecks Gewinnerzielung planen.